# Kanton Nivillers
Der Kanton Nivillers ist ein ehemaliger, bis 2015 bestehender französischer KWahlkreis im Arrondissement Beauvais, im Département Oise und in der Region Picardie; sein Hauptort war Nivillers. Vertreter im Generalrat des Départements war ab 1988 Yves Rome.
Der Kanton Nivillers war 185,14 km² groß und hatte im Jahr 2012 16.856 Einwohner. Er lag im Mittel 101 Meter über Normalnull, zwischen 46 Metern in Bailleul-sur-Thérain und 169 Metern in Juvignies.

## Gemeinden
Der Kanton bestand aus 20 Gemeinden:
| Gemeinde                 | Einwohner Jahr | Fläche km² | Bevölkerungsdichte | Code INSEE | Postleitzahl |
| ------------------------ | -------------- | ---------- | ------------------ | ---------- | ------------ |
| Bailleul-sur-Thérain     | 2.065 (2013)   | –          | – Einw./km²        | 60041      | 60930        |
| Bonlier                  | 405 (2013)     | –          | – Einw./km²        | 60081      | 60510        |
| Bresles                  | 4.260 (2013)   | –          | – Einw./km²        | 60103      | 60510        |
| Le Fay-Saint-Quentin     | 555 (2013)     | –          | – Einw./km²        | 60230      | 60510        |
| Fontaine-Saint-Lucien    | 147 (2013)     | –          | – Einw./km²        | 60243      | 60480        |
| Fouquerolles             | 285 (2013)     | –          | – Einw./km²        | 60251      | 60510        |
| Guignecourt              | 368 (2013)     | –          | – Einw./km²        | 60290      | 60480        |
| Haudivillers             | 812 (2013)     | –          | – Einw./km²        | 60302      | 60510        |
| Juvignies                | 296 (2013)     | –          | – Einw./km²        | 60328      | 60112        |
| Lafraye                  | 376 (2013)     | –          | – Einw./km²        | 60339      | 60510        |
| Laversines               | 1.110 (2013)   | –          | – Einw./km²        | 60355      | 60510        |
| Maisoncelle-Saint-Pierre | 156 (2013)     | –          | – Einw./km²        | 60376      | 60112        |
| Nivillers                | 180 (2013)     | –          | – Einw./km²        | 60461      | 60510        |
| Oroër                    | 575 (2013)     | –          | – Einw./km²        | 60480      | 60510        |
| Rochy-Condé              | 1.002 (2013)   | –          | – Einw./km²        | 60542      | 60510        |
| Therdonne                | 984 (2013)     | –          | – Einw./km²        | 60628      | 60510        |
| Tillé                    | 1.086 (2013)   | –          | – Einw./km²        | 60639      | 60000        |
| Troissereux              | 1.142 (2013)   | –          | – Einw./km²        | 60646      | 60112        |
| Velennes                 | 237 (2013)     | –          | – Einw./km²        | 60663      | 60510        |
| Verderel-lès-Sauqueuse   | 731 (2013)     | –          | – Einw./km²        | 60668      | 60112        |